# 哈得孫卡斯爾頓 (紐約州村)
哈得孫卡斯爾頓（英語：Castleton-on-Hudson）是位於美國紐約州倫塞勒縣的村。

## 人口
根據2020年美國人口普查的數據，哈得孫卡斯爾頓的面積為1.85平方千米，皆為陸地。當地共有人口1477人，而人口密度為每平方千米798人。